# کینگ، شهرستان وتزل، ویرجینیای غربی
کینگ (به انگلیسی: King) یک منطقهٔ مسکونی در ایالات متحده آمریکا است که در شهرستان وتزل، ویرجینیای غربی واقع شده‌است. کینگ ۲۵۶٫۰۴ متر بالاتر از سطح دریا واقع شده‌است.